# Simón Ruiz Embito
Simón Ruiz Embito est un marchand et banquier espagnol né en 1525 à Belorado et mort le 1er mars 1597 à Medina del Campo.

## Biographie
Simón Ruiz Embito naît dans la ville de Belorado, à la fin de 1525 ou au début de 1526, de Simón Ruiz et Juana González de Miranda, hidalgos sans grands atouts dédiés au commerce de la laine.
À 20 ans, il entame une relation d'affaires à son compte avec Yvon Rocaz, un riche marchand nantais, qui lui envoie des tissus de Bretagne pour les vendre dans les foires de Castille. Il s'associe en société avec Jan Le Lou du Breil (père de Michel Le Lou) et Yvon Rocaz. Le succès du produit à Medina del Campo l'encourage à s'installer dans cette ville en 1550, tandis que son frère André s'installe à Nantes.
Plus tard, il s'associe à Juan de Orbea, trésorier d'Aragon. Il renforce les relations antérieures avec Nantes, et depuis Medina del Campo il commence à avoir des relations avec des correspondants dans différentes villes européennes (Lisbonne, Valence, Gênes, Rouen, etc), n'hésitant pas à envoyer des envoyés spéciaux vers d'autres points qui l'intéressaient.

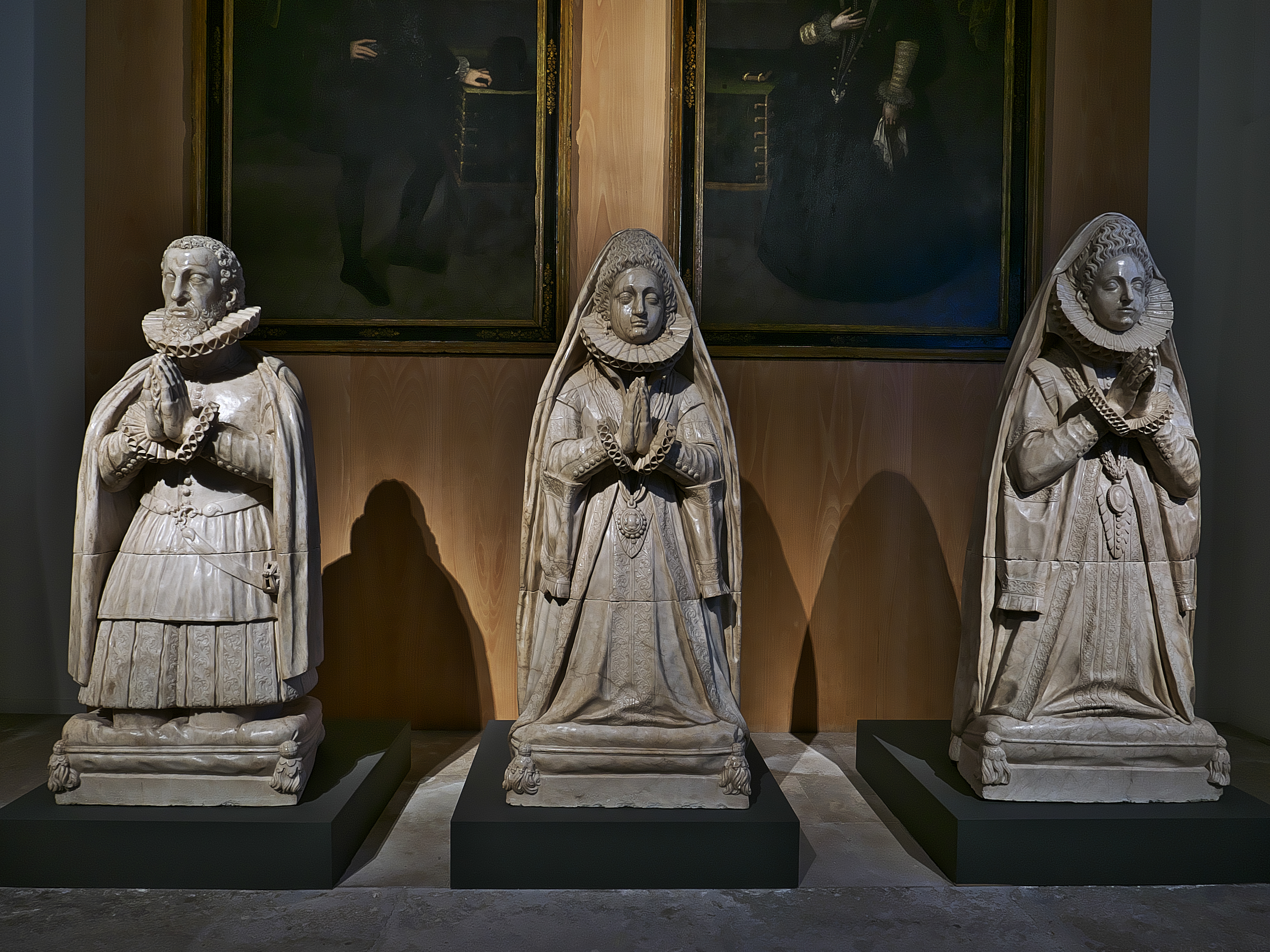
Simón Ruiz, María de Montalvo y Mariana de Paz, Museo de las Ferias.

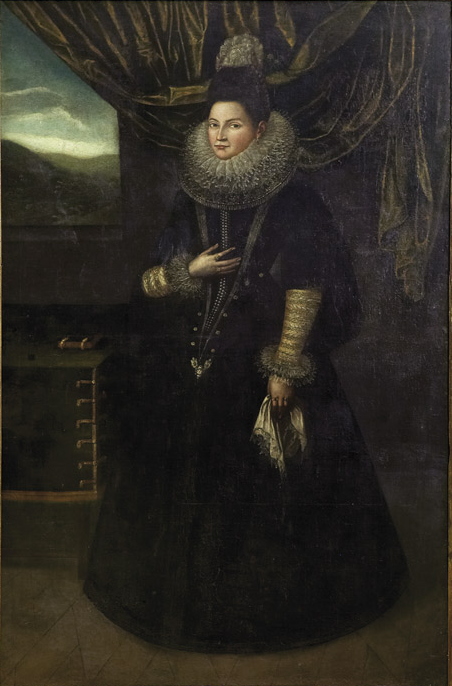
Portrait de sa seconde épouse, Doña Mariana de Paz.

En 1561, après avoir réalisé une grande fortune, il épouse une noble, María de Montalvo. Devenu veuf, il se remarie en 1574 avec Mariana de Paz, qui avait des parents occupant de hautes fonctions à la cour. Ils s'installent donc à Valladolid, où il obtient les contacts nécessaires pour devenir le banquier du roi.
Ruiz Envito s'occupe de toutes sortes de marchandises : il commence par des toiles, mais il s'occupe aussi d'épices, d'huiles, de cochenille, d'indigo, de sel, de blé, etc. En 1586, il existe des enregistrements d'importations de Hambourg, y compris du cuivre de Suède et de Hongrie.
L'ascension sociale de Simón Ruiz le fait passer de l'activité de revendeur au rôle de financier pour certains de ses clients, comme le roi Felipe II. Cette facette est due à l'utilisation qu'il faisait du système des lettres de change, qui met le roi entre ses mains, qui n'avait pas de bureaux du Trésor royal aux Pays-Bas ni en Italie, et a besoin de lui pour effectuer des paiements et des avances. Parmi ceux-ci, certains sont commandés en Espagne par le ministre du Trésor, et d'autres sont commandés aux Pays-Bas et portent la signature de leur gouverneur. Simón Ruiz agi comme banquier de la Couronne entre 1576 et 1588.
Il devient banquier d'affaires, catégorie financière différente des changeurs, qui troquent diverses devises fortes et froides et acceptent des dépôts en dépôt, et des usuriers, qui prêtent à des taux d'intérêt élevés. Non seulement un banquier d'affaires remplissait ces fonctions si nécessaire, mais il avait également la capacité de négocier monétairement par le biais d'opérations de change en utilisant la lettre de change.
Il crée une société commerciale à Séville pour étendre ses activités à grande échelle avec l'Amérique, de sorte que les faillites en chaîne survenues dans la ville en 1567 et 1568 ont affecté son entreprise, bien qu'un voyage rapide dans la ville de Séville ait réussi à réduire les pertes : de cette crise limité le trafic de sa compagnie avec Séville, oubliant les affaires américaines. Il a centralisé le commerce avec la France et la Flandre dans le port de Bilbao, et à Alicante avec l'Italie.
Il retourne à Medina del Campo en 1576, mourant le 1er mars 1597. Dans son testament, daté du 1er avril 1596, il lègue sa propriété à Mariana de Paz, à deux conditions : qu'elle ne se remarie pas et qu'elle ne sorte pas de Medina del Campo plus de deux mois par an ; Profondément enraciné dans sa ville d'adoption, il habitait rue Ávila, aujourd'hui dédiée à son nom, dans un sobre hôtel particulier décoré d'objets rapportés de divers points : meubles de France, de Hollande ou d'Allemagne, et objets d'Inde, envoyés par son correspondant portugais Hernando de Morales.
À sa mort, l'entreprise Ruiz passe à Cosme, fils de Vítores, un autre frère de Simón.

### Hospital de Simón Ruiz
En 1564, Simón Ruiz est regidor de Medina del Campo, ce qui lui permet d'intervenir dans tout ce qui concerne les foires en vue de ses affaires et, d'autre part, des activités caritatives. Les dernières années de sa vie sont consacrées à la fondation d'un hôpital (es) sous les invocations de Notre-Dame de la Conception et de San Diego de Alcalá. Appelé Hôpital général, il le destine aux soins de toutes sortes de malades et de blessés et à la collecte des pèlerins, des sans-abri et des contagieux, en lui laissant une somme importante dans son testament.
L'hôpital est de style Herrerian (en), avec des murs en briques et en pierres. Il est construit autour d'une cour classique et comprend une église de style jésuite. Le retable principal et les trois statues existantes de la famille Ruiz sont l'œuvre de Francisco del Rincón et Pedro de la Cuadra. Une extraordinaire grille de style Renaissance ferme le transept.

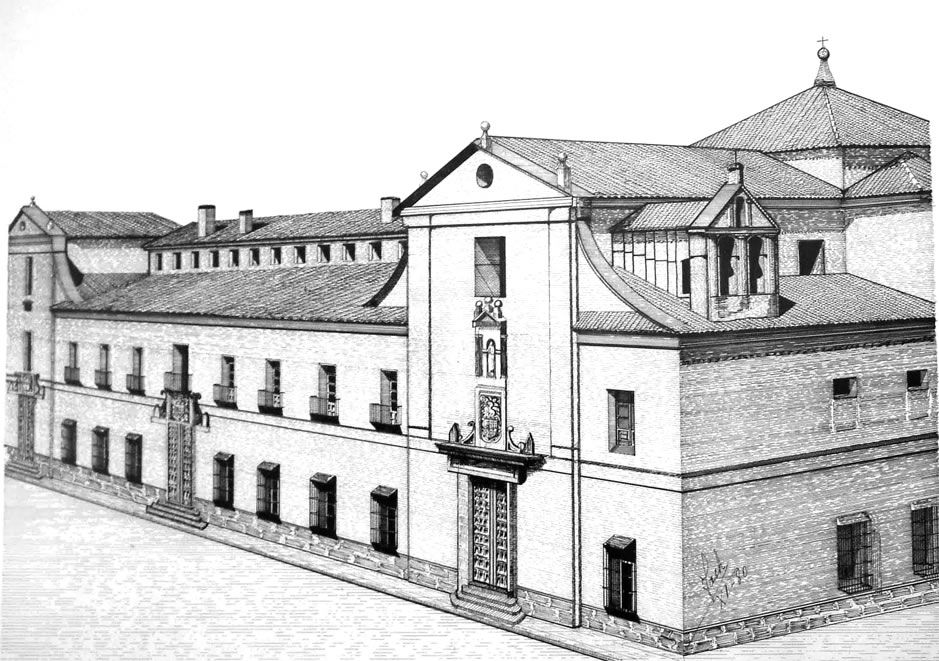
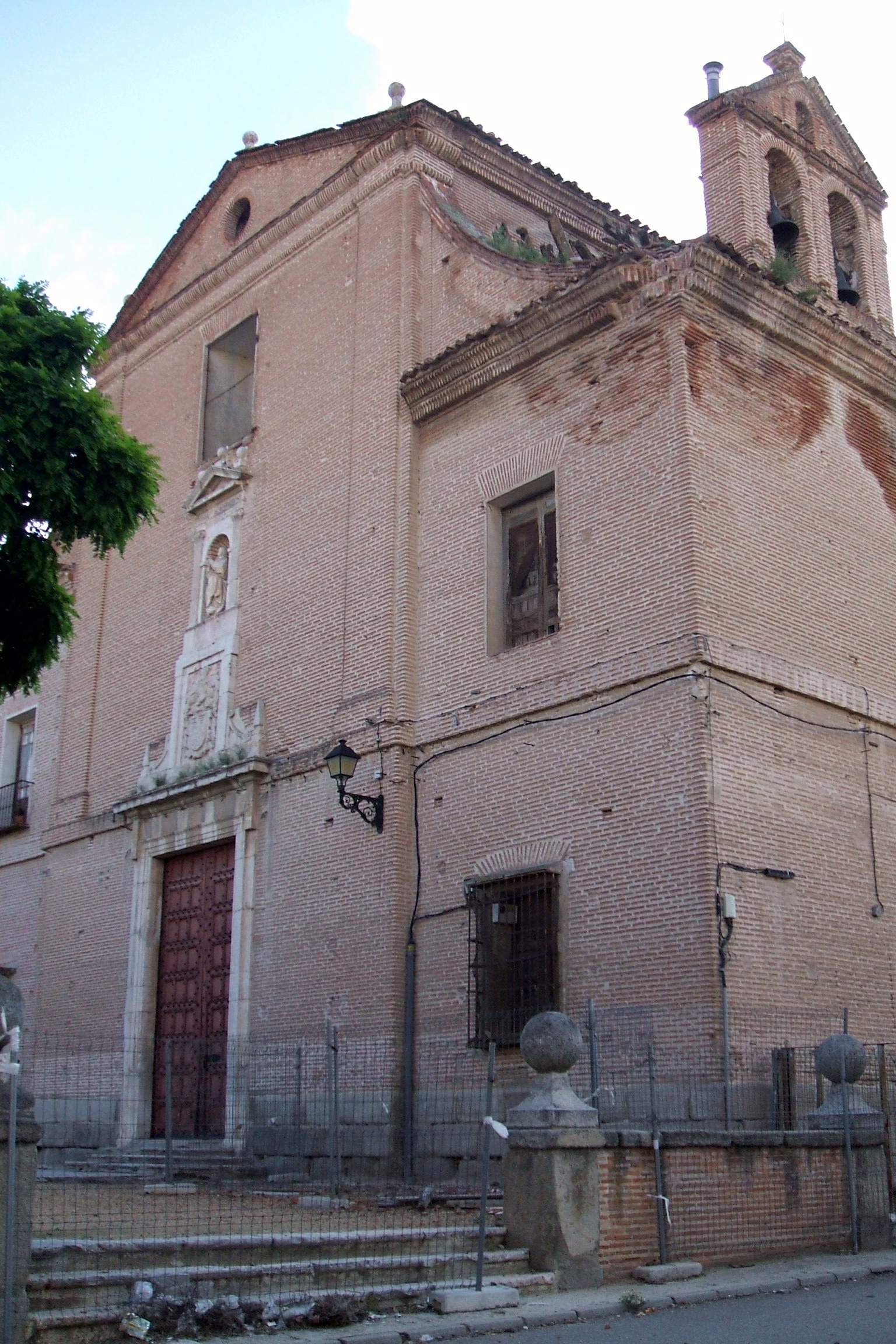

## Sources
- (es) Cet article est partiellement ou en totalité issu de l’article de Wikipédia en espagnol intitulé « Simón Ruiz » (voir la liste des auteurs).
- Ruiz Martín, Felipe (1990). Pequeño capitalismo, gran capitalismo: Simón Ruiz y sus negocios en Florencia. Crítica (Barcelona).
- Basas Fernández, Manuel (1960). Testamento y mayorazgos del mercader Simón Ruiz Embito. Diputación Provincial (Burgos). control BAB20060090552.
- Navarro García, Luis. El Hospital General en Medina del Campo: Fábrica e idea. Castilla y León. Consejería de Educación y Cultura.
- Felipe Ruiz Martín. Pequeño capitalismo, gran capitalismo: Simón Ruíz y sus negocios en Florencia. Barcelona: Crítica, D.L. 1990.  (ISBN 84-7423-441-7)